# Ciclo Brayton

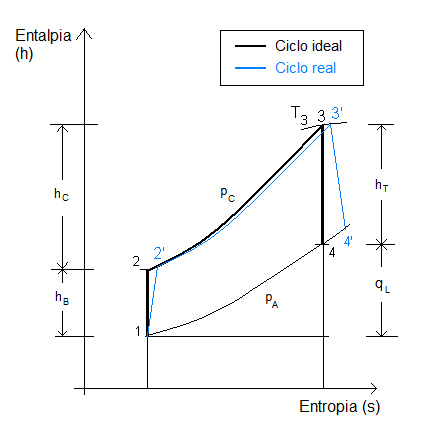
Diagrama Entalpia x Entropia de Ciclo Brayton (ideal) e ciclo real a gás.

O Ciclo de Brayton é um ciclo termodinâmico no qual a adição de calor ocorre a pressão constante, utilizado no estudo das turbinas a gás.
Ele é um ciclo ideal, uma aproximação dos processos térmicos que ocorrem nas turbinas a gás, descrevendo variações de estado (pressão e temperatura) dos gases. O conceito é utilizado como base didática e para análise dos ciclos reais, que se desviam do modelo ideal, devido a limitações tecnológicas e fenômenos de irreversibilidade, como o atrito.
O ciclo se constitui de quatro etapas, como demonstrado em Esquema básico de Brayton.
O ciclo do motor é nomeado após George Brayton (1830-1892), coordenador americano que o desenvolveu originalmente para o uso nos motores de pistão, embora fosse proposto e patenteado originalmente por John Barber, inglês em 1791. Também é conhecido como o ciclo de Joule. O ciclo de Ericsson é semelhante ao ciclo de Brayton, mas usa calor externo e incorpora o uso de um regenerador. Há dois tipos de ciclos de Brayton, abertos à atmosfera e usando a câmara de combustão interna ou fechado e usando trocador de calor.

## História
Em 1872, George Brayton pediu uma patente para o seu  "Ready Motor", motores que usavam um compressor de pistão separado do expansor, injetando ar comprimido quente pelo cilindro interno do expansor. As primeiras versões do motor de Brayton eram os motores a vapor que misturavam o Combustível e o ar enquanto o compressor, por meio de um Carburador em uma superfície aquecida. O combustível/ar ficava contido em um reservatório e depois ia para um cilindro de expansão onde era queimado, a medida com que o combustível entrava no cilindro de expansão era acendida uma chama piloto. Uma tela de proteção foi usada para impedir que o fogo voltasse para o reservatório, porém nas primeiras tentativas tal tela falhava e uma explosão ocorria.
Em 1874 Brayton resolveu o problema da explosão adicionando o combustível imediatamente antes do cilindro expansor. O motor agora usava combustíveis mais pesados, como querosene e óleo combustível, onde a ignição continuava pela chama piloto. Brayton produziu e vendeu os "Ready Motors" para execução de uma variedade de tarefas, como bombeamento de água, operação de moinho, geradores termoelétricos e propulsão marítima. Brayton licenciou seu projeto através da Simone no Reino Unido, onde havia muitas variações em seu layout; alguns eram de ação simples, outros de ação dupla, outros tinham funcionamento em terra e outros aéreos. Havia ainda a variedade de modelos horizontais e verticais, podendo ir de um a até 40 cavalos, tendo uma eficiência razoável para época.
História da Turbina de Gás
- 1791 Primeira patente de uma turbina a gás (John Barber, Reino Unido);
- 1904 Projeto de turbina a gás sem sucesso de Franz Stolze em Berlim (primeiro compressor axial);
- 1906 TG por Armengaud Lemale na França (compressor centrífugo, sem potência útil);
- 1910 Primeira TG com combustão intermitente (Holzwarth, 150 kW, combustão de volume constante);
- 1923 Primeiro turbocompressor de gases de escape para aumentar a potência dos motores diesel;
- 1939 Primeira turbina a gás do mundo para a geração de energia (Brown Boveri Company), Neuchâtel, Suíça (queimador velox, aerodinâmica por Stodola).

## Esquema básico de Brayton
Entre 1 e 2 o ar em condição ambiente passa pelo compressor, onde por compressão adiabática e isotrópica ocorre o aumento de temperatura e consequente aumento de entalpia. Comprimido, o ar é direcionado às câmaras, entre 2 e 3, onde  é  misturado ao combustível possibilitando sua queima e seu aquecimento tendo sua pressão constante. Ao sair da câmara de combustão, os gases, à alta pressão e temperatura, se expandem conforme passam pela turbina, entre 3 e 4. Na medida em que o fluido fornece o trabalho sobre as palhetas, reduzem-se a pressão e temperatura dos seus gases, gerando-se potência mecânica.
A potência extraída através do eixo da turbina é usada para acionar o compressor. A quarta etapa representa a transferência de calor do fluido para o ambiente em que se encontra.Desta forma, mesmo se tratando de um ciclo aberto, parte da energia gerada pela combustão é eliminada por forma de calor nos gases quentes fluindo como escape. A rejeição de calor é um limite físico, intrínseco ao funcionamento de Ciclo termodinâmico, mesmo nos casos ideais, como define a Segunda lei da termodinâmica.

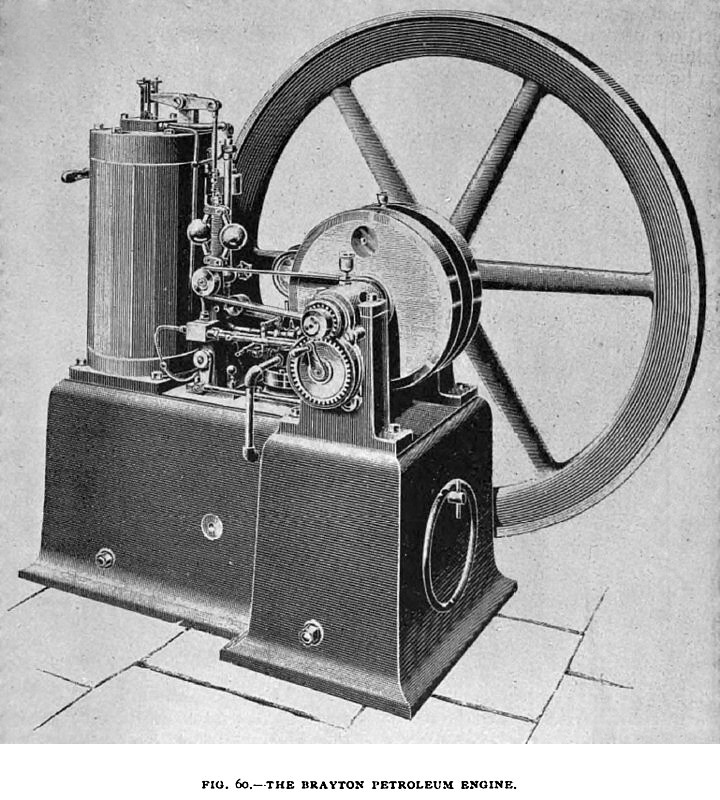
Brayton motor de explosão de ar de 4 tempos 1890

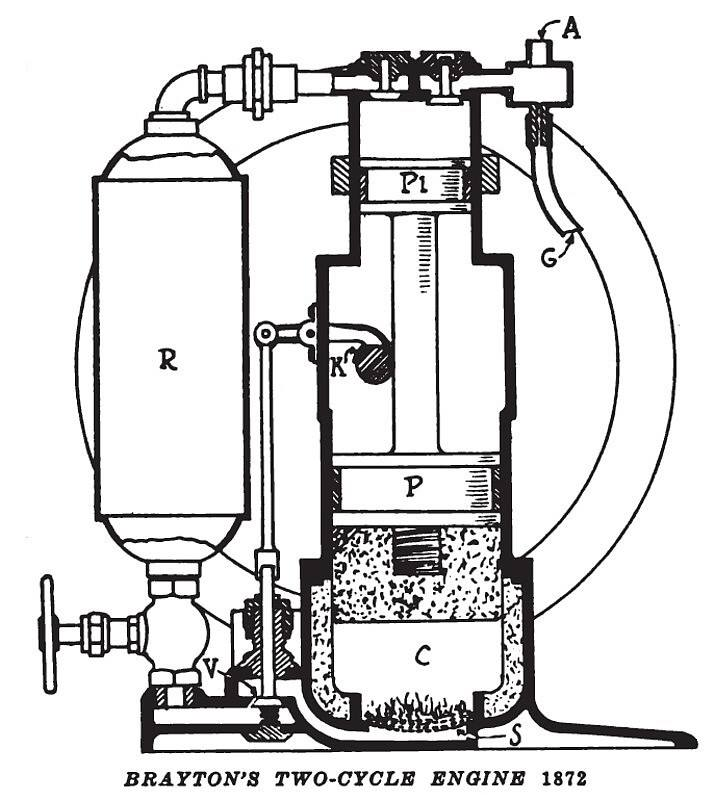
Motor de Brayton a gás 1872

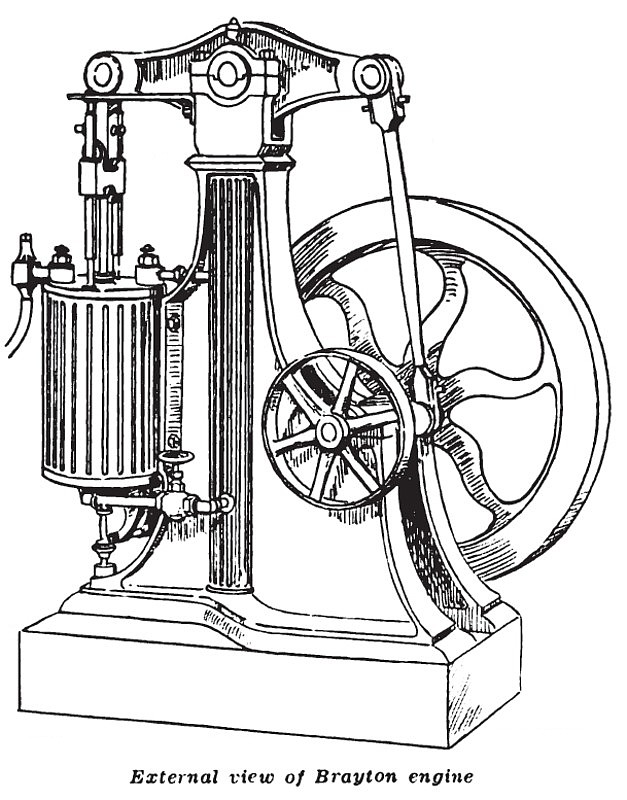
Brayton motor de viga de marcha 1872

## Modelos

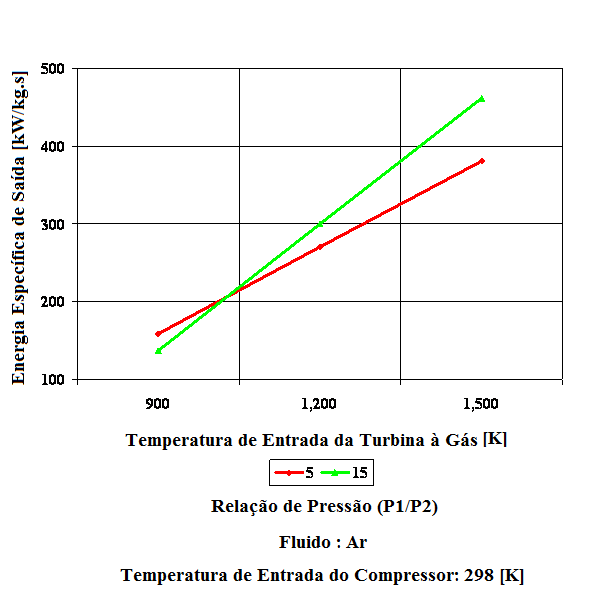
Variação da Energia Específica de saída pela temperatura de entrada da turbina à gás

Um compressor, uma câmara de mistura e um expansor são os três componentes necessários de um motor de Brayton, uma vez que os motores mais modernos que o de Brayton são na maioria da vezes uma espécie de turbina, como os utilizados em avião. Embora Brayton só tenha feito motores a pistão, onde o ar ambiente era aspirado para um compressor de pistão, e comprimido, em um processo idealmente isentrópico. O ar comprimido passava através de uma câmara de mistura onde era adicionado combustível, um processo isobárico. A mistura pressurizada de ar e combustível era então inflamada num cilindro de expansão, e a energia é liberada, fazendo com que o ar aquecido e os produtos de combustão se expandam através de um pistão/cilindro, outro processo idealmente isentrópico. Parte do trabalho extraído pelo pistão/cilindro é usado para dirigir o compressor através de um arranjo de Cambota.

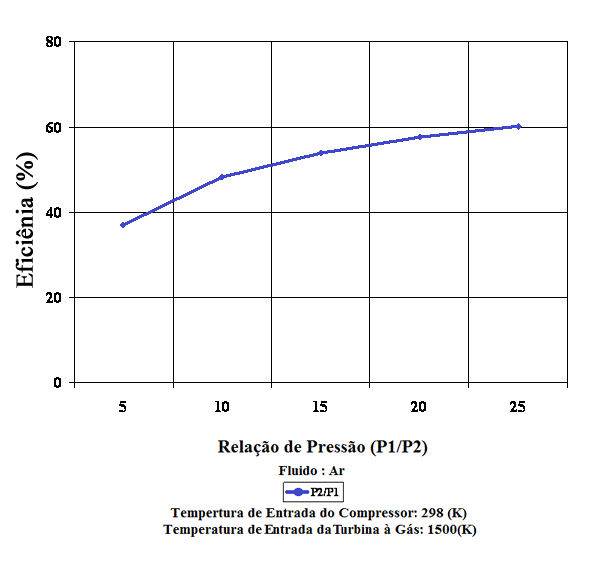
Variação da eficiência pela relação de pressão (P1/P2)

Uma turbina a gás também é um motor de Brayton, composto pelos itens acima já citados, onde o ar ambiente é aspirado para dentro do compressor, posteriormente pressurizado, se tratando de um processo isentrópico, o ar comprimido passa então através de uma câmara de combustão (Simples ou múltipla), onde o combustível é queimado, aquecendo o ar - um processo de pressão constante, uma vez que a câmara está aberta para entrar e sair; um processo isobárico, o ar aquecido e pressurizado então fornece sua energia, expandindo-se através de uma turbina (ou série de turbinas). Parte do trabalho extraído pela turbina é usado para conduzir o compressor; um processo isentrópico, e por fim rejeição de calor (na atmosfera); um processo isobárico.

## Estágios, comparação e eficiência
1→2:

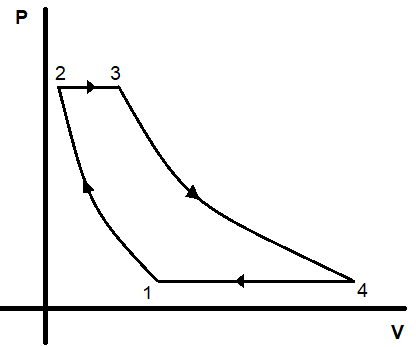
Ciclo de Brayton

De 1 a 2, tem-se uma transformação adiabática. Nesse estágio, o gás é comprimido adiabaticamente. Assim, a partir da primeira lei da termodinâmica, o trabalho adiabático é:
{\displaystyle W={\frac {nR}{\gamma -1}}\cdot (T_{2}-T_{1})}
2→3:
De 2 a 3 temos uma transformação isobárica do gás. Nesse estágio, o gás expande com mesma pressão, ao mesmo tempo em que recebe calor do meio. O calor recebido é:
{\displaystyle Q_{q}=nc_{p}(T_{3}-T_{2})}
3→4:
De 3 a 4 temos uma transformação adiabática. Nesse estágio, ocorre uma expansão adiabática. A partir da primeira lei, a energia é igual ao trabalho adiabático.
{\displaystyle W={\frac {nR}{\gamma -1}}\cdot (T_{4}-T_{3})}
4→1:
De 4 a 1 temos uma transformação isobárica. Nesse estágio, o gás expande com mesma pressão, ao mesmo tempo em que perde calor para o meio. O calor perdido é:
{\displaystyle Q_{f}=nc_{p}(T_{4}-T_{1})}
Assim, a partir do Ciclo do Carnot, a eficiência desse ciclo pode ser definida como:
{\displaystyle \eta ={\frac {Trabalho}{Calorrecebido}}={\frac {c_{p}[(T_{3}-T_{2})-(T_{4}-T_{1})]}{cp[T_{3}-T_{2}]}}=1-{\frac {T_{1}(T_{4}/T_{a}-1)}{T_{2}(T_{3}/T_{2}-1)}}}
A pressão em 1 e 4 temos um processo isobárico, bem como em 2 e 3. Assim {\displaystyle P_{1}=P_{4}} e {\displaystyle P_{2}=P_{3}}. Como as outras partes do ciclo são adiabáticas e reversíveis, tem-se:
{\displaystyle {\frac {P_{4}}{P_{3}}}={\frac {P_{1}}{P_{2}}}}         ⇒        {\displaystyle ({\frac {T_{4}}{T_{3}}})^{\gamma /(\gamma -1)}=({\frac {T_{1}}{T_{2}}})^{\gamma /(\gamma -1)}}
Assim, {\displaystyle T_{4}/T_{3}=T_{1}/T_{2}}, ou finalmente, {\displaystyle T_{4}/T_{1}=T_{3}/T_{2}}. Usando essa relação, a eficiência térmica do ciclo de Brayton é:
{\displaystyle \eta =1-{\frac {T_{1}}{T_{2}}}}
Comparação:
O primeiro ciclo de Ericsson é chamado agora de ciclo de Brayton. O segundo ciclo de Ericsson que é o ciclo mais conhecido usualmente como "Ciclo de Ericsson"; Já o segundo ciclo de Ericsson seria o limite do Ciclo de Brayton.
| Ciclo/Processo            | Compressão | Adição de calor | Expansão   | Dissipação do calor |
| ------------------------- | ---------- | --------------- | ---------- | ------------------- |
| Ericsson (Primeiro, 1833) | adiabático | isobárico       | adiabático | isobárico           |
| Ericsson (Segundo, 1853)  | isotérmico | isobárico       | isotérmico | isobárico           |
| Brayton (Turbina)         | adiabático | isobárico       | adiabático | isobárico           |

Ciclo ideal de Brayton:
O ciclo de Brayton ideal é composto basicamente por 4 etapas, sendo elas:
1. Uma compressão isentrópica dentro de um compressor.
2. Fornecimento de calor  isobaricamente.
3. Expansão isentrópica dentro de uma turbina.
4. Perda de calor isobaricamente.

Neste ciclo o ar entra no compressor, que representa a primeira etapa, onde o fluido é comprimido realizando uma transformação isentrópica (1 a 2). O ar comprimido se dirige à uma câmara de combustão onde adiciona-se combustível e este é comburido isobaricamente (2 a 3). Após a combustão os gases saem com elevada temperatura e pressão, se expandem, passam pela turbina colidindo com as palhetas, gerando trabalho e reduzindo sua temperatura e pressão (processo isentrópico de 3 a 4). Parte do trabalho gerado é reaproveitado para conduzir o compressor e o restante gera potência mecânica. A última etapa representa a exaustão dos gases para o ambiente, desta forma, mesmo se tratando de um ciclo aberto, parte da energia gerada pela combustão é eliminada na forma de calor pelos gases, fluindo como escape (processo isobárico).
Contudo, no ciclo de Brayton real, temos respectivamente para as mesmas etapas: um processo adiabático, isobárico, adiabático e por último isobárico.
Ciclo real de Brayton:
1. Processo adiabático - compressão.
2. Processo isobárico - adição de calor.
3. Processo adiabático - expansão.
4. Processo isobárico - rejeição de calor.

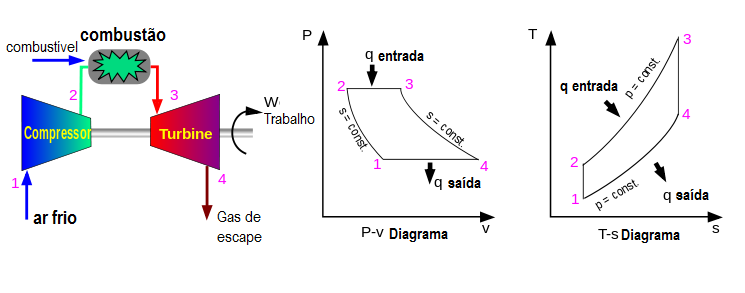
ciclo real de Brayton

Uma vez que nem a compressão nem a expansão podem ser verdadeiramente isentrópicas, as perdas através do compressor e do expansor representam fontes de inefectividade ineficaz. Em geral, aumentar a taxa de compressão é a maneira mais direta de aumentar a Potência total produzida por um sistema Brayton.
A determinação do rendimento ciclo-padrão pode ser obtida da seguinte forma:
{\displaystyle \eta =1-{\frac {Ql}{Qh}}=1-{\frac {cp(T4-T1)}{cp(T3-T2)}}=1-{\frac {T1(T4/T1-1)}{T2(T3/T2-1)}}}
em que:
Ql = Calor saida (frio),
Qh = Calor entrada (quente),
cp = Constante do gás,
T = Temperaturas.
contudo,
{\displaystyle {\frac {P3}{P4}}={\frac {P2}{P1}}=\left({\frac {T2}{T1}}\right)^{\frac {\gamma }{(\gamma -1)}}=\left({\frac {T3}{T4}}\right)^{\frac {\gamma }{(\gamma -1)}}}
A eficiência do ciclo de Brayton ideal é {\displaystyle \eta =1-{\frac {T_{1}}{T_{2}}}=1-\left({\frac {P_{1}}{P_{2}}}\right)^{(\gamma -1)/\gamma }}, em que {\displaystyle \gamma } é a razão de capacidade de calor.
A temperatura mais elevada no ciclo ocorre no final do processo de combustão, e é limitada pela temperatura máxima que as pás da turbina podem suportar. Isto também limita as relações de pressão que podem ser utilizadas no ciclo. Para uma temperatura fixa de entrada da turbina, a produção líquida de trabalho por ciclo aumenta com a razão de pressão (assim a eficiência térmica) e a saída de trabalho líquido. Com menos produção de trabalho por ciclo, é necessário uma maior quantidade de combustível (assim um sistema maior) para manter a mesma potência, deixando de ser um sistema econômico. Nos desenhos mais comuns, a razão de pressão de uma turbina a gás varia de cerca de 11 a 16.
Métodos para aumentar a potência:
A potência de um motor Brayton pode ser melhorada pelo:
Reaquecimento, em que o fluido do trabalho - na maioria dos casos - se expande através de uma série de turbinas, então passa por uma segunda câmara de combustão, antes de se expandir à pressão ambiente, através de um conjunto final de turbinas. Possui uma vantagem de aumentar a potência de escape possível para uma determinada taxa de compressão sem exceder quaisquer restrições metalúrgicas (geralmente cerca de 1000 °C). O uso de uma pós-combustão para motores de aviões a jato também pode ser atribuido como "reaquecimento"; é um processo diferente em que o ar reaquecido é expandido através de um bocal  de impulso em vez de uma turbina. As restrições metalúrgicas são um pouco atenuadas, permitindo temperaturas de reaquecimento muito maiores (cerca de 2000 °C). O reaquecimento é utilizado com maior frequencia para melhorar a potência específica (pela taxa de transferência do ar), e geralmente é associado a uma queda na eficiência. Este efeito é especialmente pronunciado nos pós-combustíveis devido às quantidades extremas de combustível extra utilizado.
Em overspray após a primeira etapa do compressor, a água é injetada neste, fazendo aumentar assim o fluxo de massa dentro dele, aumentando significativamente a potência de saída da turbina e reduzindo as temperaturas de saída do compressor. Na segunda etapa do compressor, a água é completamente convertida em uma forma de gás, oferecendo algum intercooler através do seu calor latente de vaporização.
Métodos para aumentar a eficiência:
O aumento da pressão, aumenta a eficiência do ciclo de Brayton, ou seja, existe uma relação de pressão crescente. Isto é análogo ao aumento da eficiência observado no ciclo Otto, quando a taxa de compressão é aumentada. No entanto, os limites práticos ocorrem quando se trata de aumentar a proporção da pressão. Em primeiro lugar, o aumento da taxa de pressão aumenta a temperatura de descarga do compressor.Isso pode causar a saída da temperatura dos gases deixando o combustor exceder os limites metalúrgicos da turbina. Além disso, o diâmetro das lâminas do compressor diminui progressivamente nos estádios de pressão mais altos do compressor. Uma vez que o espaço entre as lâminas e o revestimento do motor aumenta em tamanho como uma porcentagem da altura da lâmina do compressor à medida que as lâminas ficam menores em diâmetro. Uma maior porcentagem do ar comprimido pode escorrer atrás das lâminas em estádios de pressão mais alta, isso causa uma queda na eficiência do compressor, e é mais provável que ocorra em turbinas a gás menores (uma vez que as lâminas são menores para começar). Finalmente, como pode ser visto na Figura 1, a eficiência aumenta a taxa de pressão. Por isso, é esperado um pequeno acréscimo ao aumentar o índice de pressão se já estiver alto.
Recuperador - Se o ciclo de Brayton for executado com uma relação de baixa pressão e um aumento de temperatura na câmara de combustão, o gás de escape (após o último estágio da turbina) pode ainda ser mais quente do que o gás de entrada comprimido (após o último estágio de compressão, mas antes da câmara de combustão). Nesse caso, um permutador de calor pode ser usado para transferir energia térmica da exaustão para o gás já comprimido, antes de entrar na câmara de combustão. A energia térmica transferida é efetivamente reutilizada, aumentando assim a eficiência. No entanto, esta forma de reciclagem de calor só é possível se o motor for executado em um modo de baixa eficiência com baixa relação de pressão, em primeiro lugar. A transferência de calor da saída (após a última turbina) para a entrada (antes da primeira etapa do compressor) reduziria a eficiência, pois o ar de entrada mais quente significa mais volume, portanto, mais trabalho para o compressor. Para motores com combustíveis criogênicos líquidos, ou seja, hidrogênio, pode ser viável, porém, usar o combustível para esfriar o ar de entrada antes da compressão para aumentar a eficiência. Este conceito é amplamente estudado para o motor SABRE.
Um motor Brayton também forma metade do sistema de ciclo combinado, que combina com um motor Rankine para aumentar ainda mais a eficiência geral. No entanto, embora isso aumente a eficiência geral, não aumenta a eficiência do próprio ciclo de Brayton.
Os sistemas de cogeração utilizam o calor residual dos motores Brayton para produção de água quente ou aquecimento de espaços.

## Variações

### Ciclo fechado de Brayton

Ciclo fechado de Brayer
C compressor
T turbina
W alta temperatura
ʍ Temperatura baixa
~ Carga mecânica

Um ciclo fechado de Brayton circula o fluido de trabalho, o ar expelido da turbina é reintroduzido no compressor, este ciclo utiliza um permutador de calor para aquecer o fluido de trabalho em vez de uma câmara de Combustão interna. O ciclo de Brayton fechado é usado, por exemplo, em turbinas a gás de ciclo fechado e geração de energia espacial.
O ciclo de Brayton , assim como os outros ciclos apresenta dois processos isobáricos e dois isoentrópicos. Diferencia-se pelo fato de que o fluido de trabalho, em seu ciclo, não apresenta mudança de fase (o fluido sempre está na fase de vapor). O ciclo fechado de Brayton é o próprio ciclo ideal da turbina a gás simples. O ciclo fechado utiliza-se de dois processos de transferência de calor. Utiliza-se no ciclo algumas ferramentas que atuam com papéis relevantes, como um permutador de calor para aquecer o fluido de trabalho ao invés de uma câmera de combustão interna. O funcionamento, de forma geral, do ciclo citado ocorre através da entrada da entrada de ar no compressor, nas condições de uma determinada temperatura e pressão. O ciclo terá um temperatura máxima suportada e um pressão de escape na saída do compressor. O ciclo terá, também, uma eficiência para o compressor e também para a turbina. Após a circulação gás dentro do ciclo, obtém-se de forma calculada o trabalho do compressor, da turbina e o rendimento do ciclo todo. Admite-se muitas vezes, para melhor realização dos trabalhos e dos rendimentos, que o ar comporta-se como gás perfeito e que apresenta calor específico de valor constante  e que cada processo ocorre em regime permanente e que não apresentem variações de energia cinética ou potencial.

### Ciclo solar de Brayton
Em 2002, um ciclo híbrido solar aberto de Brayton foi operado pela primeira vez consistente e eficazmente com os papéis relevantes publicados, no frame do programa de SOLGATE da UE.O ar foi aquecido de 570 K para mais de 1000 K para dentro da câmara de combustão. A hibridação adicional foi conseguida durante o projeto EU Solhyco executando um ciclo de Brayton hibridado, utilizando Energia solar e Biodiesel somente. Esta tecnologia foi ampliada para 4,6 MW dentro do projeto Solugas localizado perto de Sevilha, onde atualmente é demonstrada em escala pré-comercial.
Abaixo segue exemplo de aplicação:
As plantas de torre centradora contam com centenas ou até milhares de refletores são posicionados em torno de uma torre central. Cada refletor rastreia o sol de modo a refletir a radiação ao receptor central.
O calor concentrado absorvido no receptor é transferido para um fluido circulante que pode ser armazenado e/ou utilizado para produzir trabalho. O ar permite a operação de uma turbina a gás, o que possibilita a criação de uma planta de geração elétrica de torre de concentração, onde a torre aquece ar em ciclo aberto, pode ou não ter um queimador adicional, que vaporiza água em um trocador de calor para operação de uma turbina a vapor.

### Ciclo reverso de Brayton
Um ciclo de Brayton que é dirigido em sentido inverso, através de entrada de trabalho de rede, e quando o ar é o fluido de trabalho, é o ciclo de refrigeração a gás ou ciclo de Bell Coleman. Seu objetivo é mover calor, em vez de produzir trabalho. Esta técnica de arrefecimento a ar é amplamente utilizada em aviões a jato e para sistemas de Ar condicionado que utilizam ar comprimido a partir dos compressores do motor. Também é usado na indústria de GNL, onde o maior ciclo de brayton reverso é para sub-resfriamento LNG usando 86 MW de potência de um compressor de turbina a gás e Nitrogênio.
Vide figura, o funcionamento deste ciclo se dá pela compressão de 1 a 2, após isto, o ar é resfriado em consequência da transferência de calor ao meio envolvente (a temperatura ). O ar é então expandido, no processo 3-4, até a pressão de entrada do compressor e a temperatura cai para , no expansor. Calor pode, então, ser transferido ao ar até que se atinja a temperatura . O trabalho para esse ciclo, é representado pela área 1-2-3-4-1 e o efeito frigorífico é representado pela área 4-1-b-a-4. O coeficiente de eficácia é a relação entre estas duas áreas.

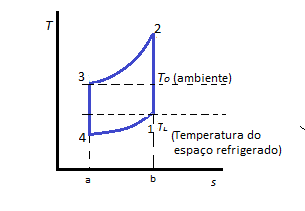
Funcionamento do Ciclo Reverso

## Aplicação
O ciclo de Joule-Brayton é a base para produção de Energia elétrica e Energia mecânica. Nestes casos, o ciclo é usado na entalpia dos fluidos para produzir trabalho mecânico para o eixo. Existem muitos esquemas construtivos, como o uso de compressores axiais ou radiais de acordo com o tamanho, com a utilização de um ou dois veios coaxiais de, e ainda outras diferenças. Um valor para o desempenho real de máquinas estacionárias é de cerca de 35-38% para um ciclo básico, embora possa ser superior a 50% durante um ciclo com intercooler. Os globais aumenta a eficiência energética, mesmo os que exploram o calor residual (ar a cerca de 500 °C) para a cogeração ou para um ciclo de vapor secundários. Estas medidas, é claro, fazem aumentar a Eficiência do processo, mas deixa inalterado o funcionamento do ciclo de Joule-Brayton.
O ciclo Brayton é um processo utilizado, principalmente, em turbinas a gás. Ele pode operar em um ciclo aberto e em um ciclo fechado. Quando operada em um ciclo aberto, o gás utilizado entra uma câmara de compressão, pelo bocal de admissão. Em seguida, o gás passa por uma câmara de combustão à pressão constante, onde reage com o combustível. Por fim, os gases de combustão passam pela turbina e são eliminados pelo duto de escape. Este ciclo pode ser utilizado como motor de veículos terrestres, marítimos ou aéreos. Já no ciclo fechado, o gás, na câmara de combustão, recebe calor de uma fonte quente externa. Após a passagem do gás pela turbina, um trocador de calor recebe o gás, em que há a liberação de calor para uma fonte fria externa, de modo que o ar volte ao seu estado inicial. Este último ciclo pode ser utilizado em uma usina termoelétrica. 

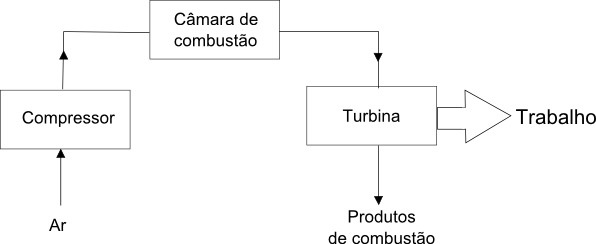
Esquema do Ciclo de Brayton aberto

O ciclo fechado também tornou-se importante em reatores nucleares. Nele, o calor é transferido, diretamente ou através de um segundo fluido, do combustível no reator nuclear ao fluido de trabalho do ciclo e é rejeitado do fluido de trabalho para o meio envolvente.

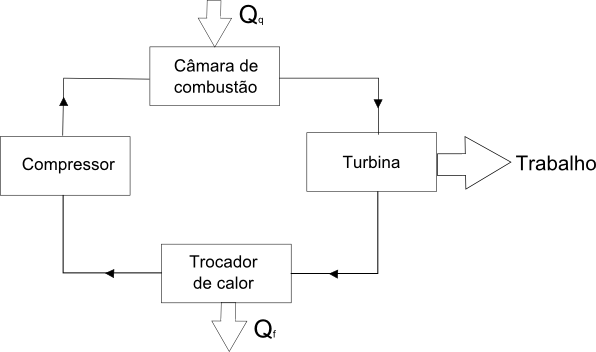
Esquema do Ciclo de Brayton fechado

Um destino diferente é a do Turbojato - propulsão a ar -  onde a expansão na turbina produz o tanto de trabalho que é necessário para adicionar o compressor e a eventual turbofan (ou ventilador). O restante de energia contida no fluído vem gasta para fazer acelerar esse mesmo fluído dentro de um bocal e produzir, como consequência, um impulso para frente que faz mover o avião. Entre as muitas características importantes de Turbina a gás (TAG), para abrir ciclo, é o de ser capaz de desenvolver a energia específica elevada e uma elevada eficiência de propulsão, o que os torna muito adequados para a propulsão a ar.